# Holomelaena ndalla
Holomelaena ndalla là một loài bướm đêm trong họ Noctuidae.